# Duque de Caxias
Duque de Caxias es una ciudad brasileña, situada en el estado de Río de Janeiro. Pertenece al área metropolitana de Río de Janeiro, situada en la Baixada Fluminense. La ciudad debe su nombre al patrón del ejército brasileño, Luis Alves de Lima e Silva, el duque de Caxias, nacido en la región en 1803.
Su extensión es de 464 km² y cuenta con una población de 855 010 habitantes (estimación 2006).

## Geografía
La ciudad limita al norte con Petrópolis y Miguel Pereira; al este con la Bahía de Guanabara y Magé; al sur con la ciudad de Río de Janeiro y al oeste con Sao João de Meriti, Belford Roxo e Nova Iguaçu. La ciudad posee un clima cálido, sin embargo, los distritos 3.º y 4.º (Imbariê y Xerém) tienen temperatura más agradable debido al área verde y la proximidad de la Serra dos Orgaos en la región serrana .
El río Meriti separa la ciudad de Duque de Caxias de la ciudad de Río De Janeiro y el río Iguaçu separa Duque de Caxias de Nova Iguaçu. El río Sarapuí es la división entre 1.º y el distrito 2.º y el río Saracuruna separa 2.º del 3.º distrito.

## Historia con la Baixada Fluminense
El poblamiento de la región se remonta al siglo XVI, cuando la capitanía de Río de Janeiro donó concesiones de tierras. En 1566 comenzaron a llegar los primeros colonos a las tierras del municipio, concentrándose mayoritariamente en los valles de los ríos Meriti, Sarapuí, Iguaçu y Estrela y también en la zona costera cercana a la Bahía de Guanabara. En 1568, Brás Cubas, proveedor de las capitanías de São Vicente y Santo Amaro, recibió, en donación de sesmaria, 3.000 brazas de tierra frente al mar y 9.000 brazas de tierra frente al río Meriti, o, más propiamente, Miriti, cortando el piaçabal de la aldea de Jacutinga. Otro de los beneficiarios fue Cristóvão Monteiro, quien recibió tierras a orillas del río Iguazú. La actividad económica que motivó la ocupación del sitio fue el cultivo de caña de azúcar. El maíz, el frijol y el arroz también se convirtieron en productos auxiliares importantes durante este período.

## Residentes célebres
- Fernandinho Beira-Mar, líder del Comando Vermelho
- Luís Alves de Lima e Silva, el duque de Caxias
- Roberto Dinamite, jugador de fútbol
- Júlio César, jugador de fútbol, guardameta
- Bruna Marquezine, actriz